# BMW Série 2 Gran Coupé
La BMW Série 2 Gran Coupé est un coupé 4-portes du constructeur automobile allemand BMW, commercialisée début 2020. Elle rejoint le coupé et le cabriolet Série 2 ainsi que les monospaces 5-places Active Tourer et 7-places Gran Tourer dans la famille « 2 » du constructeur. Elle est élue « Prix de la plus belle voiture de l'année 2019 ».

## Présentation

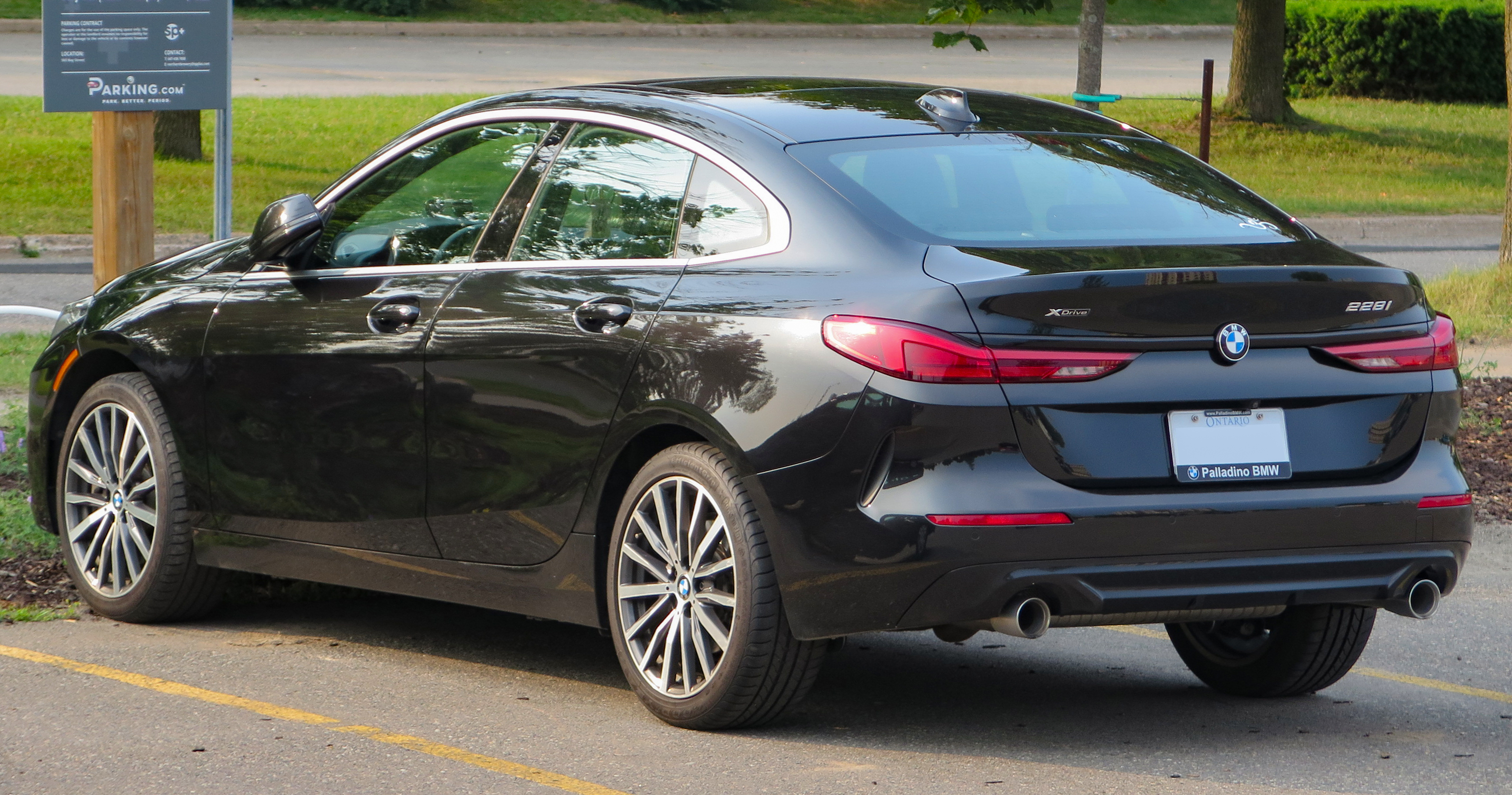
2020 BMW 228i xDrive Gran Coupe

Le 20 mars 2019, BMW annonce l'arrivée en mars 2020 de la Série 2 Gran Coupé, ainsi que sa première exposition publique au salon de Los Angeles 2019 aux États-Unisqui est son plus grand marché, puis au salon de Bruxelles 2020 pour l'Europe. 
Elle est élue « Plus belle voiture de l'année 2019 » lors du Festival Automobile International janvier 2020 à Paris.

## Caractéristiques techniques
La BMW Série 2 Gran Coupé est basée sur la troisième génération de BMW Série 1, et hérite de son architecture de traction avant. Comme les BMW Série 8 Gran Coupé et Série 4 Gran Coupé, la Série 2 Gran Coupé est un "coupé quatre portes", sans encadrement de vitre sur les portières et avec une malle de coffre classique.

### Motorisations
Essence
| Version                      | 218i                         | 218i                           | 220i                           | M235i xDrive                             |
| Moteur                       | 3-cylindres en ligne         | 3-cylindres en ligne           | 4-cylindres en ligne           | 4-cylindres en ligne                     |
| Cylindrée (cm3)              | 1 499                        | 1 499                          | 1 998                          | 1 998                                    |
| Puissance maximale (ch) [kW] | 140 [103]                    | 140 [103]                      | 178 [131]                      | 306 [225]                                |
| au régime de (tr/min)        | 4 600                        | 4 600                          | 5 000                          | 5 000                                    |
| Couple maximal (N m)         | 220                          | 220                            | 280                            | 450                                      |
| Boîte de vitesses            | Manuelle à 6 rapports (BVM6) | Robotisée à 7 rapports (DCT 7) | Robotisée à 7 rapports (DCT 7) | Séquentielle à 8 rapports (Steptronic 8) |
| Transmission                 | Traction                     | Traction                       | Traction                       | Intégrale                                |
| Vitesse maximale (km/h)      | 215                          | 215                            | 238                            | 250                                      |
| 0-100 km/h (s)               | 8,7                          | 8,7                            | 7,1                            | 4,8                                      |
| Consommation (L/100 km)      | 5,4                          | 5,0                            | 6,1                            | 6,7                                      |
| Émissions de CO2 (g/km)      | 120                          | 111                            | 129                            | 153                                      |
| Capacité du réservoir (L)    | 42                           | 42                             | 50                             | 50                                       |
| Masse à vide (kg)            | 1425                         | 1450                           | 1505                           | 1645                                     |
| Norme environnementale       | Euro 6d temp                 | Euro 6d temp                   | Euro 6d temp                   | Euro 6d temp                             |

Diesel
| Version                      | 216d                           | 218d                                     | 220d                                     | 220d xDrive                              |
| Moteur                       | 3-cylindres en ligne           | 4-cylindres en ligne                     | 4-cylindres en ligne                     | 4-cylindres en ligne                     |
| Cylindrée (cm3)              | 1 995                          | 1 995                                    | 1 995                                    | 1 995                                    |
| Puissance maximale (ch) [kW] | 116 [85]                       | 150 [110]                                | 190 [140]                                | 190 [140]                                |
| au régime de (tr/min)        | 4 000                          | 4 000                                    | 4 000                                    | 4 000                                    |
| Couple maximal (N m)         | 270                            | 350                                      | 400                                      | 400                                      |
| au régime de (tr/min)        | 1 750 à 2 250                  | 1 750 à 2 500                            | 1 750 à 2 500                            | 1 750 à 2 500                            |
| Boîte de vitesses            | Robotisée à 7 rapports (DCT 7) | Séquentielle à 8 rapports (Steptronic 8) | Séquentielle à 8 rapports (Steptronic 8) | Séquentielle à 8 rapports (Steptronic 8) |
| Transmission                 | Traction                       | Traction                                 | Traction                                 | Intégrale                                |
| Vitesse maximale (km/h)      | 200                            | 222                                      | 235                                      | 234                                      |
| 0-100 km/h (s)               | 10,3                           | 8,5                                      | 7,5                                      | 7,3                                      |
| Consommation (L/100 km)      | 4,6                            | 4,5                                      | 4,9                                      | 5,1                                      |
| Émissions de CO2 (en g/km)   | 120                            | 118                                      | 129                                      | 134                                      |
| Capacité du réservoir (L)    | 42                             | 42                                       | 50                                       | 50                                       |
| Masse à vide (kg)            | 1505                           | 1425                                     | 1580                                     | 1565                                     |
| Norme environnementale       | Euro 6d temp                   | Euro 6d temp                             | Euro 6d temp                             | Euro 6d temp                             |

## Finitions
- Gran Coupé
- Gran Coupé Business Design
- Gran Coupé M Sport
- Gran Coupé M235i xDrive

### Série spéciale
- Edition M Sport Pro, à partir de juillet 2022[9].